# Michel Maille
Michel Maille noto anche come Michele Maglia (Saint-Claude, 1643 – Roma, 1703) è stato uno scultore francese.

## Biografia
Dopo aver frequentato in patria le botteghe di Denis o di Jacques-Antoine Rosset, dove imparò a intagliare "piccole figure di avorio", si trasferì a Roma, probabilmente intorno al 1666, entrando in contatto con la cerchia di Ercole Ferrata.
Fu chiamato a partecipare al grande cantiere del colonnato di San Pietro, per cui fu autore di due Santi non identificati per i bracci curvi nord e sud. Successivamente scolpì una delle otto Sante francescane per la facciata della chiesa di Santa Maria dei Miracoli, un progetto dell'architetto Carlo Rainaldi, che coinvolse Michel Maille in un rapporto di collaborazione, che proseguì con il monumento funebre del cardinal Carlo Bonelli nella basilica di Santa Maria sopra Minerva, in cui Maille scolpì in marmo la statua allegorica della Religione.
Subito dopo Gian Lorenzo Bernini lo chiamò per affiancarlo nella scultura della statua inginocchiata di papa Alessandro VII, nel monumento funebre in San Pietro.
Proseguì negli anni 1670 la collaborazione con Rainaldi nel grande cantiere della chiesa del Gesù e soprattutto nella chiesa di Gesù e Maria al Corso, in cui Maille fu autore di tutte le figure sulla parete sinistra: i sei Profeti con putti ai lati delle finestre dell'ordine superiore, i santi Gioacchino e Zaccaria delle nicchie sotto la cornice marcapiano e il re David sulla controfacciata.
Nel decennio successivo fu impegnato in opere di minore respiro, come la statua di san Filippo Neri (in stucco) all'oratorio dei filippini, due Angeli (in stucco) all'altare di San Lazzaro nella chiesa dei Santi Luca e Martina e la Giustizia collocata sul timpano dell'altare maggiore di San Giovanni dei Fiorentini.
In marmo scolpì le statue della cappella di San Pietro d'Alcántara in Santa Maria in Aracoeli: San Pietro è raffigurato in estasi davanti alla Croce, mentre due angeli sorreggono i medaglioni con San Ranieri e Santo Stefano, rispettivamente sulle pareti di destra e di sinistra. Scolpì anche un Angelo marmoreo (1685-92) inginocchiato sulla sinistra dell'altare della cappella Barsotti in Santa Maria in Campitelli.
Nel 1686 morì Ercole Ferrata, presso la cui abitazione Michel Maille viveva. La collaborazione ventennale con l'artista romano gli aveva fruttato una crescente notorietà, culminata con l'ingresso nell'Accademia di San Luca. L'anno successivo sposò Cecilia Dorotea Totti.
Nel 1689 realizzò il busto di Lorenzo Onofrio Colonna nella collegiata di Sant'Andrea a Paliano, e subito dopo il busto di monsignor Francesco Liberati, nella canonica di Santa Maria Maggiore. Sempre in marmo è il rilievo con la Sacra Famiglia sopra il portale del collegio Ghislieri in via Giulia, a cui lavorò dal luglio del 1687 fino al 1689.
Nel 1689 tornò a lavorare a un grande cantiere, quello di San Silvestro in Capite, a cui contribuì con quattro angeli con relativi putti dell'ala settentrionale del transetto, insieme con un'altra coppia di angeli e putti sopra l'arco della tribuna, a cui si aggiungerà nel 1703 il santo Stefano in travertino della facciata. 
Nello stesso periodo collaborò anche alla chiesa di Sant'Angelo in Pescheria, dove presumibilmente fu autore dell'intero ciclo di stucchi della navata (Evangelisti e Padri della Chiesa) e del rilievo con sant'Andrea della facciata.
Nel 1692 fu coinvolto nelle statue che decorano la cappella del Battesimo nella basilica vaticana, in cui numerose sculture sono opere collettive, mentre il medaglione con la Trinità è una sua opera personale.
Negli anni Novanta collaborò con Carlo Fontana, autore dell'altare di Santa Maria in Traspontina, per cui Michel Maille scolpì in marmo la figura di Sant'Alberto nel 1695; fu anche autore della statua in travertino di San Cornelio per il portico di Santa Maria in Trastevere, disegnato da Fontana nel 1701.
Altre importanti relazioni lo legavano a Lorenzo Ottoni e Jean-Baptiste Théodon, con cui aveva già collaborato alla cappella del Battesimo in Vaticano. Nella cappella del Monte di Pietà Maille e Ottoni si affiancano a Théodon, realizzando medaglioni e i putti di stucco per la cupola. Al concorso per la statua di Sant'Ignazio nella chiesa del Gesù, Maille risultò secondo su dodici partecipanti. 
Altre opere in stucco si trovano nella cappella di Santa Cecilia della chiesa di San Carlo ai Catinari e la decorazione della navata di Santa Maria in Vallicella.
Verso il 1700 Michel Maille fu impegnato anche nella decorazione a stucco della chiesa di Santa Maria dell'Orto. 
Nel 1699 diede inizio al busto marmoreo di Vittoria Parabiacchi Altieri, nella cappella della Beata Ludovica Albertoni in Santa Maria in Campitelli, ma nell'aprile del 1701 fu costretto ad abbandonare l'opera, portata a compimento da Giacomo Antonio Lavaggi.
L'ultima opera nota dell'artista francese è il san Sebastiano in travertino per il colonnato di San Pietro, completato il 2 agosto 1703, per cui la data della morte può essere ascritta allo stesso anno.